# Elecciones parlamentarias de Burkina Faso de 2012
Las elecciones parlamentarias de Burkina Faso de 2012 se llevaron a cabo el 2 de diciembre de 2012. Las elecciones municipales de más de 18.000 concejales se celebraron simultáneamente, es la primera vez que las dos elecciones se celebraron juntas. El resultado fue una victoria para el gobernante Congreso por la Democracia y el Progreso (CDP), que ganó 70 de los 127 escaños de la Asamblea Nacional de Burkina Faso.
Estas elecciones fueron donde más partidos políticos se han creado en una República africana multipartidista. Sin embargo, de la más de 70 colectividades que presentaron candidaturas para la Asamblea Nacional, fueron solo 13 los que lograron conseguir escaños de representatividad en el Parlamento. Muchas de los partidos que alcanzaron menos del 1% terminaron siendo absorbidos por otros.

## Resultados
| Partidos                                                              | Votos     | %       | Legisladores       | Legisladores        | Legisladores  | Legisladores |
| Partidos                                                              | Votos     | %       | Escaños Nacionales | Escaños Distritales | Total Escaños |              |
| --------------------------------------------------------------------- | --------- | ------- | ------------------ | ------------------- | ------------- | ------------ |
| Congreso por la Democracia y el Progreso (CDP)                        | 1 467 749 | 48,66 % | 8                  | 62                  | 70            |              |
| Alianza para la Democracia y la Federación (ADF-RDA)                  | 338 970   | 11,24 % | 2                  | 17                  | 19            |              |
| Unión para el Progreso y la Reforma (UPC)                             | 334 453   | 11,09 % | 2                  | 17                  | 19            |              |
| Unión para el Renacimiento / Movimiento Sankarista (UNIR-MS)          | 131 592   | 4,36 %  | 1                  | 3                   | 4             |              |
| Partido por la Democracia y el Socialismo (PDS)                       | 118 713   | 3,94 %  | 1                  | 1                   | 2             |              |
| Unión por la República (UPR)                                          | 92 935    | 3,08 %  | 1                  | 3                   | 4             |              |
| Coalición de Fuerzas Democráticas (CFDB)                              | 72 299    | 2,40 %  | 1                  | 2                   | 3             |              |
| Organización para la Democracia y el Trabajo (ODT)                    | 62 479    | 2,07 %  | 0                  | 1                   | 1             |              |
| Unión Nacional para la Democracia y el Desarrollo (UNDD)              | 43 795    | 1,45 %  | 0                  | 1                   | 1             |              |
| Faso Alternativo (FA)                                                 | 40 310    | 1,34 %  | 0                  | 1                   | 1             |              |
| Agrupación para el Desarrollo de Burkina (RDB)                        | 29 164    | 0,97 %  | 0                  | 1                   | 1             |              |
| Partido Renacimiento Nacional (PRN)                                   | 26 125    | 0,87 %  | 0                  | 0                   | 0             |              |
| A. Nacional para el Desarrollo-Justicia Social (ANPD-PJS)             | 23 719    | 0,79 %  | 0                  | 0                   | 0             |              |
| Agrupación por la Democracia y el Socialismo (RDS)                    | 23 504    | 0,78 %  | 0                  | 1                   | 1             |              |
| Fuerza Social Frontal (FFS)                                           | 22 090    | 0,73 %  | 0                  | 0                   | 0             |              |
| Convención Nacional para el Progreso de Burkina (CNPB)                | 13 505    | 0,45 %  | 0                  | 1                   | 1             |              |
| Agrupación de Republicanos de Burkina (RRB)                           | 11 989    | 0,40 %  | 0                  | 0                   | 0             |              |
| Movimiento Africano de la Gente (AMP)                                 | 11 989    | 0,39 %  | 0                  | 0                   | 0             |              |
| Agrupación de los Ecologistas de Burkina (REB)                        | 11 539    | 0,38 %  | 0                  | 0                   | 0             |              |
| Partido por la Democracia y el Progreso / Partido Socialista (PDP-PS) | 11 316    | 0,38 %  | 0                  | 0                   | 0             |              |
| Partido Patriota para el Desarrollo (PPD)                             | 9 360     | 0,31 %  | 0                  | 0                   | 0             |              |
| Partido Independencia, Trabajo y Justicia (PITJ)                      | 8 139     | 0,27 %  | 0                  | 0                   | 0             |              |
| Unión para el Renacimiento Democrático (URD-MS)                       | 7 769     | 0,26 %  | 0                  | 0                   | 0             |              |
| Partido Independiente de Burkina Faso (PIB)                           | 7 512     | 0,25 %  | 0                  | 0                   | 0             |              |
| Movimiento Patriótico para la Renovación de Burkina (MPRB)            | 6 913     | 0,23 %  | 0                  | 0                   | 0             |              |
| Partido por la Unidad Nacional y el Desarrollo (PUND)                 | 5 093     | 0,17 %  | 0                  | 0                   | 0             |              |
| Convención Nacional Democrática (CND)                                 | 4 976     | 0,16 %  | 0                  | 0                   | 0             |              |
| Agrupación de Fuerzas Independientes Jóvenes de Burkina (RIF-JB)      | 4 883     | 0,16 %  | 0                  | 0                   | 0             |              |
| Partido Burkina Alternativa (PBA)                                     | 4 783     | 0,16 %  | 0                  | 0                   | 0             |              |
| Unión de Fuerzas Centristas (UFC)                                     | 4 623     | 0,15 %  | 0                  | 0                   | 0             |              |
| Alianza para el Renacimiento, Democracia e Integración (ARDI)         | 3 897     | 0,13 %  | 0                  | 0                   | 0             |              |
| Movimiento Progresista Africano (MPA)                                 | 3 805     | 0,13 %  | 0                  | 0                   | 0             |              |
| Alianza de Demócratas Revolucionarios (ADR)                           | 3 726     | 0,12 %  | 0                  | 0                   | 0             |              |
| Alianza de Fuerzas Progresistas de Burkina (ADP)                      | 3 519     | 0,12 %  | 0                  | 0                   | 0             |              |
| Partido Popular Burkinés (PPB)                                        | 3 406     | 0,11 %  | 0                  | 0                   | 0             |              |
| Movimiento Popular por el Socialismo / Partido Federal (MPS-PF)       | 3 406     | 0,11 %  | 0                  | 0                   | 0             |              |
| Unión de Patriotas para el Desarrollo (UPD)                           | 2 997     | 0,10 %  | 0                  | 0                   | 0             |              |
| Unión de Demócratas para el Progreso Social (UDPS)                    | 2 807     | 0,09 %  | 0                  | 0                   | 0             |              |
| Convención Nacional para la Reforma (CNC)                             | 2 468     | 0,08 %  | 0                  | 0                   | 0             |              |
| Unión de Fuerzas Progresistas (UFP)                                   | 2 436     | 0,08 %  | 0                  | 0                   | 0             |              |
| Alianza para la Democracia de Faso (ADF)                              | 2 091     | 0,07 %  | 0                  | 0                   | 0             |              |
| Organización Defensa de la Naturaleza (PDD-NAT)                       | 2 062     | 0,07 %  | 0                  | 0                   | 0             |              |
| Partido Republicano por la Independencia Total (PRIT)                 | 1 962     | 0,07 %  | 0                  | 0                   | 0             |              |
| Partido por el Renacimiento de la Democracia en Faso (PRDF)           | 1 740     | 0,06 %  | 0                  | 0                   | 0             |              |
| Partido Socialista Unificado (PSU)                                    | 1 470     | 0,05 %  | 0                  | 0                   | 0             |              |
| Unión Nacional para la Independencia y Solidarida (UNIS)              | 1 401     | 0,05 %  | 0                  | 0                   | 0             |              |
| Partido por el Progreso y Renovación Nacional (PPRN)                  | 1 391     | 0,05 %  | 0                  | 0                   | 0             |              |
| Consejo Nacional para el Renacimiento (CNPR)                          | 1 315     | 0,04 %  | 0                  | 0                   | 0             |              |
| Partido Nacional Socialdemócrata (PNS)                                | 1 313     | 0,04 %  | 0                  | 0                   | 0             |              |
| Movimiento Panafricano de Faso (MPF)                                  | 1 297     | 0,04 %  | 0                  | 0                   | 0             |              |
| Unión por el Movimiento Popular de Burkina (UMPB)                     | 1 283     | 0,04 %  | 0                  | 0                   | 0             |              |
| Unión Social de Burkina (USB)                                         | 1 186     | 0,04 %  | 0                  | 0                   | 0             |              |
| Partido Progresista Patriótico (PPP)                                  | 1 102     | 0,04 %  | 0                  | 0                   | 0             |              |
| Convención para la Democracia y Libertad (CDL)                        | 1 077     | 0,04 %  | 0                  | 0                   | 0             |              |
| Unión para el Renacimiento Democrático de Burkina (CRDB)              | 936       | 0,03 %  | 0                  | 0                   | 0             |              |
| Movimiento para el Progreso y la Reforma (MPC)                        | 870       | 0,03 %  | 0                  | 0                   | 0             |              |
| Consejo Popular para la Acción (CPA)                                  | 849       | 0,03 %  | 0                  | 0                   | 0             |              |
| Movimiento Patriótico para la Alternancia (MPA)                       | 810       | 0,03 %  | 0                  | 0                   | 0             |              |
| Partido Patriota de Panafricanistas (PAN)                             | 791       | 0,03 %  | 0                  | 0                   | 0             |              |
| Frente Patriótico por la Reforma (RFC)                                | 715       | 0,02 %  | 0                  | 0                   | 0             |              |
| Verdes de Faso (PEV)                                                  | 680       | 0,02 %  | 0                  | 0                   | 0             |              |
| Partido para la Protección del Medio Ambiente (PPMA)                  | 678       | 0,02 %  | 0                  | 0                   | 0             |              |
| Agrupación Patriótica para la Salvación (APS)                         | 671       | 0,02 %  | 0                  | 0                   | 0             |              |
| Unión Panafricana por el Sankarismo (UPAN-S)                          | 658       | 0,02 %  | 0                  | 0                   | 0             |              |
| Movimiento Popular por la Democracia (MPD)                            | 656       | 0,02 %  | 0                  | 0                   | 0             |              |
| Unión para la Democracia y el Desarrollo (UDD)                        | 510       | 0,02 %  | 0                  | 0                   | 0             |              |
| Alianza por la República y la Democracia (APD)                        | 402       | 0,01 %  | 0                  | 0                   | 0             |              |
| Movimiento Patriótico de Jóvenes Democráticos (MPDY)                  | 379       | 0,01 %  | 0                  | 0                   | 0             |              |
| Nueva Agrupación Política (NAP)                                       | 363       | 0,01 %  | 0                  | 0                   | 0             |              |
| Unión de Fuerzas Democráticas de Burkina (UFDB)                       | 359       | 0,01 %  | 0                  | 0                   | 0             |              |
| Partido Centristas para la Democracia y el Progreso (PCDP)            | 353       | 0,01 %  | 0                  | 0                   | 0             |              |
| Unión Nacional para la Democracia y el Progreso de Burkina (UNDP)     | 338       | 0,01 %  | 0                  | 0                   | 0             |              |
| Unión de Fuerzas Democráticas y Progresistas (UFDP)                   | 281       | 0,01 %  | 0                  | 0                   | 0             |              |
| Partido Fasócrata (UFDP)                                              | 87        | 0,00 %  | 0                  | 0                   | 0             |              |
| Total válidos:                                                        | 3 016 379 | 100 %   |                    |                     | 127           |              |
| Nulos y blancos:                                                      | 299 416   |         |                    |                     |               |              |
| Registrados:                                                          | 4 365 153 |         |                    |                     |               |              |
| Total:                                                                | 3 315 795 |         |                    |                     |               |              |
| Fuente:                                                               |           |         |                    |                     |               |              |

## Listado de Diputados
- Siglas de Partidos Políticos

     (CDP) Congreso por la Democracia y el Progreso
     (UPC) Unión para el Progreso y la Reforma
     (ADF-RDA) Alianza para la Democracia y la Federación - Agrupación Democrática Africana
     (UNIR-MS) Unión para el Renacimiento / Movimiento Sankarista
     (PDS) Partido por la Democracia y el Socialismo
     (UPR) Unión por la República
     (CFDB) Coalición de Fuerzas Democráticas
     (ODT) Organización para la Democracia y el Trabajo
     (UNDD) Unión Nacional para la Democracia y el Desarrollo
     (FA) Faso Alternativo
     (RDB) Agrupación para el Desarrollo de Burkina
     (RDS) Agrupación por la Democracia y el Socialismo)
     (CNPB) Convención Nacional para el Progreso de Burkina

### Diputados provinciales
| Provincia  | Diputado                       | Partido | Votos  | %     |
| ---------- | ------------------------------ | ------- | ------ | ----- |
| Bale       | Kassoum Traoré                 | UPC     | 19 982 | 46,8% |
| Bale       | Bongnessan Ye                  | CDP     | 7 907  | 18,5% |
| Bam        | Dieudonne Sawadogo             | ODT     | 12 813 | 19,8% |
| Bam        | Nabonswende Ouedraogo          | CDP     | 32 018 | 49,4% |
| Bwana      | Sylvain Z. Ouango              | ADF-RDA | 5 382  | 15,3% |
| Bwana      | Boubacar Sannou                | CDP     | 19 570 | 55,6% |
| Bazega     | Albert Kiemde                  | UPC     | 10 895 | 22,4% |
| Bazega     | Jean-Bertin Ouedraogo          | CDP     | 29 104 | 59,9% |
| Bougouriba | Koumbaterssour Dah             | UPC     | 8 857  | 42,4% |
| Bougouriba | Naba Dabire                    | CDP     | 7 893  | 37,8% |
| Boulgou    | Palguim Sambare                | CFDB    | 19 728 | 16,7% |
| Boulgou    | Tarbala Sorgho                 | CDP     | 23 398 | 19,7% |
| Boulgou    | Bedouma Yoda                   | CDP     | 21 411 | 18,1% |
| Boulgou    | Jean Zoure                     | UPC     | 27 774 | 23,4% |
| Boulkiemdé | Amado M. Nana                  | ADF-RDA | 20 300 | 20,6% |
| Boulkiemdé | Yinsbila Ouedraogo             | CDP     | 23 002 | 23,4% |
| Boulkiemdé | Tandaogo Yameogo               | CDP     | 21 994 | 22,4% |
| Boulkiemdé | Benjamin Yameogo               | UNDD    | 15 708 | 16,0% |
| Comoe      | Salifou Barro                  | RDB     | 19 164 | 27,7% |
| Comoe      | Leonce Kone                    | CDP     | 30 954 | 44,8% |
| Ganzourgou | Jerome Compaoré                | CDP     | 20 405 | 36,0% |
| Ganzourgou | Alexis Kaboré                  | CDP     | 19 667 | 34,6% |
| Gnagna     | Folga Lankoande                | ADF-RDA | 21 359 | 25,2% |
| Gnagna     | Timbindi Dabilgou              | CDP     | 20 822 | 24,6% |
| Gnagna     | Dahanli Dayamba                | CDP     | 19 334 | 22,8% |
| Gourma     | Ardjouma Thiombiano            | ADF-RDA | 11 005 | 21,3% |
| Gourma     | Michel Thiombiano              | CDP     | 23 842 | 46,1% |
| Houet      | Batio Bassieré                 | UNIR-MS | 11 474 | 5,0%  |
| Houet      | Boyo Koussoube                 | ADF-RDA | 43 175 | 19,0% |
| Houet      | Sita Ouattara                  | CDP     | 26 442 | 11,6% |
| Houet      | Soungalo Appolinaire Ouattara* | CDP     | 40 370 | 17,8% |
| Houet      | Amadou Sanon                   | UPC     | 17 445 | 7,7%  |
| Houet      | Alfredo Sanou                  | CDP     | 23 995 | 10,6% |
| Ioba       | Bernard N'goummion             | UPC     | 6 451  | 14,2% |
| Ioba       | Bonoudaba Dabire               | CDP     | 18 662 | 41,1% |
| Kadiogo    | Paul Compaoré                  | CDP     | 65 529 | 12,5% |
| Kadiogo    | Zephirin Diabré                | UPC     | 56 474 | 10,8% |
| Kadiogo    | Benjamine Doamba               | CDP     | 51 007 | 9,8%  |
| Kadiogo    | Felix Kafando                  | UPC     | 47 958 | 9,2%  |
| Kadiogo    | Patiende Kafando               | CDP     | 54 332 | 10,4% |
| Kadiogo    | Ablasse Ouedraogo              | FA      | 25 737 | 4,9%  |
| Kadiogo    | Jeremie Sankara                | UNIR-MS | 39 716 | 7,6%  |
| Kadiogo    | Yacouba Savadogo               | ADF-RDA | 26 717 | 5,1%  |
| Kadiogo    | Victor Tiendrebeogo            | CDP     | 59 132 | 11,3% |
| Kenedougou | Drissa Sanogo                  | ADF-RDA | 7 495  | 13,9% |
| Kenedougou | Lacomi Traoré                  | CDP     | 25 419 | 47,1% |
| Komondjari | Kourouboundou Lompo            | CNPB    | 5 580  | 31,1% |
| Komondjari | Djingri Traoré                 | CDP     | 9 242  | 51,5% |
| Kompienga  | Parimani Sabdano               | ADF-RDA | 7 192  | 40,2% |
| Kompienga  | Kanfido Onadja                 | CDP     | 7 932  | 44,3% |
| Kossi      | Barthelemy Diarra              | CDP     | 15 002 | 31,6% |
| Kossi      | Gnissa Konate                  | CDP     | 13 611 | 28,7% |
| Koulpelogo | Armand Abgas                   | UPC     | 9 248  | 20,6% |
| Koulpelogo | Billa Segda                    | CDP     | 23 913 | 53,4% |
| Kouritenga | Rami Yaméogo                   | UPC     | 12 626 | 16,9% |
| Kouritenga | Lamoussa Kaboré                | CDP     | 41 586 | 55,6% |

| Provincia  | Diputado                 | Partido | Votos  | %     |
| ---------- | ------------------------ | ------- | ------ | ----- |
| Kourweogo  | Benjamin Tarbagdo        | UPC     | 3 175  | 12,8% |
| Kourweogo  | Emile Ouedraogo          | CDP     | 13 591 | 54,7% |
| Leraba     | Lona Ouattara            | UPC     | 6 583  | 25,3% |
| Leraba     | Melegue Traoré           | CDP     | 5 068  | 19,5% |
| Loroum     | Hamade Kagone            | CDP     | 11 711 | 40,4% |
| Loroum     | Boukary Niampa           | CDP     | 9 740  | 33,6% |
| Mouhoun    | Toussaint Coulibaly      | UPR     | 12 277 | 22,3% |
| Mouhoun    | Moumounou Gnankambary    | CDP     | 25 202 | 45,8% |
| Nahouri    | Bouba Yaguibou           | ADF-RDA | 13 145 | 30,4% |
| Nahouri    | Kapoune Karfo            | CDP     | 12 959 | 30,0% |
| Namentenga | Paté Kaboré              | ADF-RDA | 8 174  | 14,2% |
| Namentenga | Zambende Sawadogo        | CDP     | 35 480 | 61,6% |
| Nayala     | Jean-Baptiste Dala       | CDP     | 13 637 | 39,2% |
| Nayala     | Adama Keita              | CDP     | 11 344 | 32,7% |
| Noumbiel   | Ollo Some                | UPC     | 4 247  | 30,8% |
| Noumbiel   | Alimata Dah              | CDP     | 6 564  | 47,6% |
| Oubritenga | Marie Nassa              | CDP     | 27 530 | 49,5% |
| Oubritenga | Tinga Ouedraogo          | CDP     | 21 336 | 38,4% |
| Oudalan    | Amadou Dicko             | CFDB    | 22 370 | 45,8% |
| Oudalan    | Issiaka Maiga            | CDP     | 17 704 | 36,2% |
| Passore    | Alidou Sanfo             | UNIR-MS | 22 473 | 29,4% |
| Passore    | Eddie Komboigo           | CDP     | 16 117 | 21,1% |
| Passore    | Fatoumata Diallo         | CDP     | 20 888 | 27,3% |
| Poni       | Mihyemba Ouali           | UPC     | 9 824  | 23,4% |
| Poni       | Yeri Kambou              | CDP     | 19 540 | 46,6% |
| Sanguie    | Rosalie Kando            | CDP     | 21 910 | 36,2% |
| Sanguie    | Beyon Tiao               | CDP     | 19 863 | 32,9% |
| Sanmatenga | Lallo Bamogo             | ADF-RDA | 17 206 | 15,4% |
| Sanmatenga | Salfo Ouedraogo          | RDS     | 14 560 | 13,0% |
| Sanmatenga | Rasmane Ouedraogo        | CDP     | 38 247 | 34,3% |
| Sanmatenga | Zenaboy Ouedraogo        | CDP     | 20 192 | 18,1% |
| Seno       | Hama Arba Diallo         | PDS     | 29 743 | 44,7% |
| Seno       | Baba Hama                | CDP     | 24 859 | 37,4% |
| Sissili    | Alitou Ido               | UPC     | 9 755  | 24,0% |
| Sissili    | Miriam Guigma-Diasso     | CDP     | 18 223 | 44,9% |
| Soum       | Boureima Ouedraogo       | ADF-RDA | 10 556 | 14,2% |
| Soum       | Hamadoum Tamboura        | CDP     | 36 767 | 49,4% |
| Sourou     | Adama Sosso              | UPC     | 4 265  | 11,0% |
| Sourou     | Sibiri Zerbo             | CDP     | 22 774 | 58,5% |
| Tapoa      | Benoit Ouaba             | ADF-RDA | 10 501 | 18,7% |
| Tapoa      | Paramanga Yonli          | CDP     | 25 215 | 44,9% |
| Tuy        | Issa Barry               | UPR     | 6 460  | 17,4% |
| Tuy        | Bihoun Botoubakuo        | CDP     | 22 635 | 60,9% |
| Yagha      | Martin Barry             | UPR     | 6 131  | 18,3% |
| Yagha      | Amadou Abdoulaye         | CDP     | 15 213 | 45,5% |
| Yatenga    | Sidiki Belem             | ADF-RDA | 16 443 | 13,3% |
| Yatenga    | Myriam Zare              | ADF-RDA | 27 411 | 22,2% |
| Yatenga    | Yacouba Barry            | CDP     | 34 146 | 27,7% |
| Yatenga    | Boureima Badini          | CDP     | 21 983 | 17,8% |
| Ziro       | Mamadou Benon            | UPR     | 6 354  | 19,3% |
| Ziro       | Mohamed Diasso           | CDP     | 17 708 | 53,9% |
| Zondoma    | Amadou Ouedraogo         | ADF-RDA | 5 097  | 14,9% |
| Zondoma    | Catherine Ouedraogo      | CDP     | 19 210 | 56,3% |
| Zoundweogo | Rose Compaoré-Konditadme | UPC     | 17 106 | 30,8% |
| Zoundweogo | Jerome Bougouma          | CDP     | 26 161 | 47,2% |

* Soungalo Appolinaire Ouattara fue escogido para ser Presidente de la Asamblea Nacional de Burkina Faso.